# Kärlek vid första hick
Kärlek vid första hick är en dansk komedifilm från 1999 i regi av Tomas Villum Jensen efter ett manus av Søren Frellesen och producerad av Regner Grasten. Filmen är en bearbetning av Dennis Jürgensens ungdomsroman med samma namn från 1981, och handlar om den unge Viktors stora kärlek och kamp för att bli pojkvän till den söta och populära Anja. Filmens rollbesättning inkluderar: Robert Hansen, Sofie Lassen-Kahlke, Joachim Knop och Mira Wanting.
Filmen hade biopremiär den 15 oktober 1999 och blev en enorm kassasuccé med ca. 521 000 sålda biobiljetter i Danmark.